# Tessa Blackstone
Pour les articles homonymes, voir Vosper et Blackstone.
Tessa Ann Vosper Blackstone (née le 27 septembre 1942) est une politicienne anglaise et administratrice d'université.

## Jeunesse
Son père, Geoffrey Vaughan Blackstone, est le chef des pompiers du Hertfordshire et sa mère, Joanna Vosper, actrice et mannequin pour Maison Worth à Paris. Elle fait ses études à la Ware Grammar School for Girls et à la London School of Economics, où elle obtient un doctorat.

## Carrière
Elle commence sa carrière universitaire à l'ancien Enfield College (maintenant l'Université du Middlesex) avant de devenir professeur à la LSE et professeur d'administration de l'éducation à l' Institut d'éducation de l'Université de Londres.
Blackstone est directeur adjoint de l'Inner London Education Authority (1983-1986). Elle travaille aussi comme conseillère politique au Cabinet Office. En tant que membre du groupe de réflexion Downing Street de James Callaghan, elle a critiqué le Foreign Office en attaquant les modes de vie somptueux des diplomates.
Elle dirige Birkbeck College, Université de Londres, pendant une décennie en tant que Master (de 1987 à 1997)  jusqu'à sa nomination au nouveau gouvernement travailliste en 1997. Elle obtient des bourses de recherche au Center for Studies in Public Policy et au Policy Studies Institute. En 2004, elle devient vice-chancelier de l'Université de Greenwich, occupant ce poste jusqu'en 2011.
Elle est présidente du conseil de ballet du Royal Opera House, de la Fabian Society et de l'Institute for Public Policy Research (IPPR), et siège aux organes directeurs de nombreuses autres organisations. Elle est membre du conseil d'administration de The Architecture Foundation. Elle est actuellement présidente de la British Library et présidente de l'hôpital Great Ormond Street.

## Politique
Elle est pair à vie travailliste et siège à la Chambre des lords, après avoir été créée baronne Blackstone, de Stoke Newington dans le Grand Londres le 18 mars 1987. À l'origine sur le banc avant de l'opposition à la Chambre des Lords, elle occupe une suite de portefeuilles pendant son séjour à Birkbeck.
Se décrivant plus old school que new Labour, elle est ministre de l'Education de 1997 à 2001 puis ministre des Arts au Département du Numérique, de la Culture, des Médias et du Sport de 2001 à 2003.

## Activités actuelles
Elle est Patron de la British Humanist Association et préside la fondation Royal Institute of British Architects (RIBA). Elle est membre honoraire de la National Secular Society . En 2009, elle est devenue présidente de l'hôpital Great Ormond Street, et plus tard en 2010, elle présidente de la British Library, pour un mandat de 4 ans. En septembre 2012, elle rejoint le conseil d'administration de l'association de logement Orbit Group en tant que future présidente . En janvier 2013, elle devient coprésidente du Conseil franco-britannique avec Christian de Boissieu, une organisation qui cherche à favoriser une meilleure entente entre la Grande-Bretagne et la France et à contribuer au développement d'une action commune. Elle est présidente de la section britannique du Conseil . Elle est devenue présidente du Bar Standards Board en janvier 2018.

## Publications
Ses publications, qui couvrent principalement les questions d'éducation et de politique sociale, dont: 
- Inconvénient et éducation avec Jo Mortimore (Heinemann, 1982)
- Relations raciales en Grande-Bretagne avec Bhikhu Parekh et Peter Saunders (Routledge, 1997)
- Tessa Blackstone, The State of the Nation: The Political Legacy of Aneurin Bevan, Londres, Gollancz, 1997, 156–178 p. (ISBN 0-575-06308-4), « The Boy Who Threw an Inkwell: Bevan and Education »